# Mycerinus dorcadioides
Mycerinus dorcadioides là một loài bọ cánh cứng trong họ Cerambycidae.